# Concerto grosso (Glass)
Philip Glass componeerde zijn Concerto grosso in 1992. Het is geschreven voor een kamerorkest in opdracht van de stad Bonn ter gelegenheid van de opening van het Stadtische Kunstmuseum Bonn. De première werd gegeven door Dennis Russell Davies met het Orchester der Beethovenhalle Bonn op 17 juni 1992; het heette toen nog Concerto for three ensembles. Op 23 februari 1993 gaf diezelfde combinatie opnieuw een uitvoering van het concerto grosso. In het driedelige werk worden de diverse groepen in het orkest in de gelegenheid gesteld hun kunnen te tonen. Het hout, het koper en de strijkers komen om de beurt aan bod. De drie delen hebben geen andere titel dan Movement.

## Orkestratie
- 1 dwarsfluit, 1 hobo, 1 klarinet, 1 saxofoon, 1 fagot
- 2 hoorns, 1 trompet, 1 trombone, 1 tuba
- percussie
- 2 violen, 1 altviool, 1 cello, 1 contrabas.

## Bron en discografie
- Uitgave Orange Mountain Music; Orchester der Beethovenhalle Bonn o.l.v. Dennis Russell Davies; de opname van uitvoering van 1993.
- Site van Philip Glass